# Proton (software)
Proton je software pro operační systémy založené na Linuxu, který umožňuje hraní videoher určených pro Microsoft Windows. Jedná se o kompatibilní vrstvu, která překládá volání API a jiné softwarové funkce vytvořené pro Windows a přeloží je, aby byly srozumitelné pro Linux. Software je založený na Wine, open source projektu umožňující spouštění programů vytvořených pro Windows na UN*X platformách. Proton je vyvíjen společností Valve Software s pomocí od vývojářů z CodeWeavers. Byl vytvořen pro integraci s programem Steam.
Proton byl poprvé uveden 21. srpna 2018 s novou verzí Steam Play, funkcí, která umožňuje uživatelům hrát videohry z jejich knihovny na různých platformách. Je oficiálně distribuován prostřednictvím klienta služby Steam, lze ho však nainstalovat i nezávisle.
Proton pro spouštění a optimalizaci her vytvořených pomocí Direct3D využívá knihovny založené na Vulkan API - DXVK a VKD3D-Proton. DXVK umožňuje spouštění her založených na Direct3D 9/10/11, VKD3D-Proton (upravená verze VKD3D) přidává podporu pro Direct3D 12.

## Verze

### Proton Stable
Hlavní stabilní a nejbezpečnější verze softwaru doporučena pro širokou veřejnost. Dosud celkem vyšlo 9 hlavních verzí.

### Proton Experimental
Perpetuální beta verze určena pro veřejné testování nových experimentálních funkcí, oprav a vylepšení, které čekají na implementaci do stabilní verze. Při používání může dojít k chybám.

### Proton Hotfix
Tato verze obsahuje rychlé zaměřené opravy pro nové videohry. Je použita v případech, kdy není dost času na vývoj nové stabilní či experimentální verze. Je určena ke krátkodobému užití.

### Proton Bleeding Edge
Jedná se o nejnovější možnou experimentální verzi Protonu, není však testována. Používání této verze není doporučeno a je na vlastní nebezpečí - může dojít k poškození dat.

### Proton GE
Jedna z nejpopulárnějších nadstaveb Protonu Experimental třetích stran. Obsahuje nástroje a funkce navíc, které nejsou v obsažené v základní verzi. Obvykle opravuje chyby rychleji, než ostatní verze, může však obsahovat i nové chyby, které ve stabilní verzi nejsou.

## Historie vydání
| Rok         | Verze vydání | Seznam změn |
| ----------- | ------------ | --- |
| 2018 - 2019 | Proton 3     | 3.16-9 |
| 2019 - 2020 | Proton 4     | 4.2-1, 4.2-2, 4.2-3, 4.2-4, 4.2-5, 4.2-6, 4.2-7, 4.2-8, 4.2-9, 4.11-1, 4.11-2, 4.11-3, 4.11-4, 4.11-5, 4.11-6, 4.11-7, 4.11-8, 4.11-9, 4.11-10, 4.11-11, 4.11-12, 4.11-13 |
| 2020 - 2021 | Proton 5     | 5.0-1, 5.0-2, 5.0-3, 5.0-4, 5.0-5, 5.0-6, 5.0-7, 5.0-8, 5.0-9, 5.0-10, 5.13-1, 5.13-2, 5.13-3, 5.13-4, 5.13-5, 5.13-6                                                     |
| 2021        | Proton 6     | 6.3-1, 6.3-2, 6.3-3, 6.3-4, 6.3-5, 6.3-6, 6.3-7, 6.3-8 |
| 2022 - 2023 | Proton 7     | 7.0-1, 7.0-2, 7.0-3, 7.0-4, 7.0-5, 7.0-6 |
| 2023        | Proton 8     | 8.0-1, 8.0-2, 8.0-3, 8.0-4, 8.0-5 |
| 2024        | Proton 9     | 9.0-1, 9.0-2 |

## ProtonDB
Při uvedení softwaru v roce 2018 vyšel seznam 27 oficiálně podporovaných videoher, které byly otestovány, aby fungovaly jako jejich nativní verze pro Windows. Kompatibilitu jednotlivých videoher dnes mapují neoficiální komunitní webové stránky ProtonDB, kde uživatelé testují, jak dobře hry na Linuxu fungují a následně sdílejí souhrnné výsledky pro ostatní hráče. Návrhy na vylepšení, které zde uživatelé poskytují, pomáhají při vývoji budoucích verzí.
Pro hodnocení kompatibility jednotlivých videoher má stránka tři hlavní systémy hodnocení:
- Kompatibilita se zařízením Steam Deck - tříúrovňový systém. Videohra je ověřená, hratelná, nebo nepodporovaná
- ProtonDB Click Play - systém rozdělený do pěti úrovní podle toho, jak dobře hra funguje bez jakéhokoliv zásahu
- Medaile ProtonDB - hlavní a nejpoužívanější systém, který se rozděluje na několik vrstev:

| Název vrstvy | Popis |
| ------------ | --- |
| Platinum     | Videohry s touto certifikací běží perfektně ihned po spuštění.                                             |
| Gold         | Po jednoduchých úpravách běží videohry perfektně.                                                          |
| Silver       | Videohry mohou mít menší problémy, bývají však stále hratelné.                                             |
| Bronze       | Hra běží, může však často padat, nebo obsahuje jiné problémy, které brání pohodlí při hraní.               |
| Borked       | Buď se videohra nespustí vůbec, nebo v ní dochází k zásadním problémům. Hry v této vrstvě nejsou hratelné. |

## Popularizace
K největšímu nárůstu nových uživatelů Protonu došlo po vydání kapesní herní konzole Steam Deck společností Valve. Steam Deck využívá uživatelsky přívětivý SteamOS jako hlavní operační systém, odvětví operačního systému Arch Linux založeném na Linuxu. Vydání této konzole má zásluhu u několika zásadních aktualizacích softwaru, mezi které patří vydání Proton verze 7. Zároveň díky vydání tohoto zařízení a jeho výborné integrace s Protonem dosáhl operační systém Linux na 2. místo nejpoužívanějšího operačního systému ve službě Steam.

### Související stránky
- Steam
- SteamOS
- Steam Deck